# Sherfane Rutherford
Sherfane Eviston Rutherford (* 15. August 1998) ist ein guyanischer Cricketspieler, der zwischen 2007 und 2018 für das West Indies Cricket Team spielte.

## Aktive Karriere
Rutherford gab sein First-Class-Debüt für Guyana in der Saison 2016/17. Nachdem er bei der Caribbean Premier League 2018 für die Guyana Amazon Warriors herausstach, wurde er von den Selektoren für die Nationalmannschaft nominiert. Sein Twenty20-Debüt folgte im Dezember 2018 in Bangladesch. Für die Indian Premier League 2019 erhielt er von den Delhi Capitals einen Vertrag. Jedoch konnte er sich zunächst nicht im Nationalteam etablieren und so spielte er in zahlreichen Twenty20-Ligen in der Welt. Im Dezember 2023 wurde er für die Tour gegen England zurück ins Nationalteam berufen. Dort gab er sein ODI-Debüt und konnte im zweiten Spiel der Serie ein Fifty über 63 Runs erzielen. Im Februar folgte in Australien ein Fifty in den Twenty20s über 67* Runs. Kurz darauf wurde er für den ICC Men’s T20 World Cup 2024 nominiert.